# (10055) Silcher
(10055) Silcher ist ein Asteroid des äußeren Asteroidengürtels, der am 22. Dezember 1987 von Freimut Börngen in Tautenburg entdeckt wurde. 
Benannt ist er nach dem deutschen Komponisten Friedrich Silcher, der von 1789 bis 1860 lebte.